# La Critica
La Critica (sottotitolo: Rivista di letteratura, storia e filosofia), fondata nel gennaio 1903 da Benedetto Croce, fu una delle maggiori riviste culturali del primo Novecento, pubblicata in fascicoli bimestrali, ininterrottamente per quarantadue anni, fino al 1944. Fu edita inizialmente a Napoli e a partire dal 1907 da Laterza a Bari. Dal marzo 1945 al settembre 1951 fu seguita dai Quaderni della Critica.

## La prima serie
Croce diffonde il programma de "La Critica rivista di storia letteratura e filosofia" il 1º novembre 1902 in appendice al suo libro Conversazioni critiche dichiarando che La Critica che ha intenzione di pubblicare discuterà "di libri italiani e stranieri, di filosofia, storia e letteratura, senza la pretesa di tenere il lettore al corrente di tutte le pubblicazioni sui vari argomenti, ma scegliendo alcune di quelle che abbiano, per argomento o pel merito, maggiore interesse, e meglio si apprestino a feconde discussioni, La rivista sosterrà un determinato ordine d'idee, perché niente è più dannoso al sano svolgimento degli studi di quel malinteso sentimento di tolleranza, che è in fondo indifferenza e scetticismo".
Per quanto riguarda l'indirizzo base del periodico, "il compilatore crede fermamente che uno dei maggiori progressi compiuti in Italia negli ultimi decenni sia stato l'essersi disciplinato il metodo della ricerca e della documentazione; ed è perciò un leale fautore di quello che si chiama metodo storico o filologico. Ma egli crede con altrettanta fermezza, che tale metodo non basti a tutte le esigenze del pensiero, ed occorra perciò promuovere un generale risveglio dello spirito filosofico; e che, sotto questo rispetto, la critica, la storiografia, e la stessa filosofia, potranno trarre profitto da un ponderato ritorno a tradizioni di pensiero, che furono disgraziatamente interrotte dopo il compimento della rivoluzione italiana, e nelle quali rifulgeva l'idea della sintesi spirituale, l'idea dell'humanitas".
La Critica fu per quarantadue anni il punto di osservazione sullo scenario di mezzo secolo di storia italiana e passò in rassegna movimenti filosofici e letterari, correnti d'opinione, vicende politiche e civili: dal positivismo al futurismo, dall'anteguerra nazionalista al decadentismo letterario, dal conflitto 1914-1918 all'avvento del fascismo, dall'idealismo gentiliano fino alla seconda guerra mondiale.

### Carducci e Gentile
Nel fascicolo di apertura del 20 gennaio 1903 (A. 1, n. 1) viene presentato il saggio sul Carducci, prima puntata delle Note sulla letteratura italiana nella seconda metà del secolo XIX e contemporaneamente Giovanni Gentile inizia la pubblicazione dei suoi studi sulla Filosofia in Italia dopo il 1850, che continueranno fino al 1914 con vari saggi.
Nel 1914 finirà pertanto la prima serie con il termine dei due principali cicli: le Note sulla letteratura italiana nella seconda metà del secolo XIX (con gli articoli su Luigi Capuana, Alfredo Oriani, Niccolò Tommaseo, Ippolito Nievo, Alessandro Manzoni, la questione della lingua e numerosi altri) e la storia monografica della Filosofia in Italia dopo il 1850.

## La seconda serie
La seconda serie si apre dando largo spazio ai problemi della storia, con l'illustrazione della vita e dell'opera di Francesco De Sanctis.
Quando si accendono le forti polemiche tra neutralisti e interventisti, "La Critica" si dichiara dalla parte dei neutralisti e all'entrata dell'Italia in guerra "La Critica" prosegue i lavori saggistici e storiografici "con mente serena nell'animo turbato".
Così mentre altre riviste sospendono le pubblicazioni o smettono di trattare di letteratura e di arte, la rivista crociana  continua "come se guerra non ci fosse" affermando che "sopra il dovere stesso verso la Patria, c'è il dovere verso la verità, che comprende in sé e giustifica l'altro".

### Francesco De Sanctis
Sempre coerente alla verità scientifica da salvaguardare "La Critica" pubblica Le lezioni di letteratura di Francesco De Sanctis dal 1839 al 1848: dai quaderni di scuola e nel 1918 i grandi saggi crociani su Ariosto e Goethe.
Alla fine del conflitto "La Critica" si proclama contro il decadentismo, il futurismo e il pascolismo e per l'anno 1921 l'obiettivo dichiarato è quello di far sì che gli studi, le ricerche sul pensiero e la cultura italiana "non si superficializzino in mera letteratura, ma attingano vigore e freschezza dagli interessi attuali e dalla vita pratica, e a lor volta apportino alla vita pratica qualche luce di pensiero".

### Progetti di riforma scolastica
Sulla rivista, nel periodo che va dal 1921 al 1925, vengono  trattate le esperienze del suo direttore Croce, senatore liberale e ministro della Pubblica Istruzione, con questioni specificatamente scolastiche, come il progetto di riforma della scuola media,  l'esame di stato, l'insegnamento della religione.
Negli anni che precedono il 1925, "La Critica" pubblica alcuni capitoli crociani di storiografia etico-politica della Storia del reame di Napoli e viene illustrata, con diversi articoli, la storia del Meridione, l'età barocca e il Seicento in Italia.

## La terza serie
Nel 1925 la rivista, nel numero del 20 maggio, dichiara la volontà di "partecipare con dilucidazioni dottrinali e storiche e con noterelle polemiche, al chiarimento dei problemi della presente vita italiana, attenendosi per questa parte al programma liberale, che già annunciò nel 1902 e al quale è rimasta fedele".

### Croce denigrato
Contro Croce intanto si stava aggravando la polemica già avviata nel 1915 dai futuristi quando Marinetti aveva denominato Benedetto  Croce "tedescofilo" e "passatista" ed egli aveva risposto con la famosa  e memorabile pagina I giovani.
Ora, nel secondo volume di una collana sui Problemi del fascismo egli leggeva queste dure parole: "La nostra rivoluzione, si badi,  era, ed è piuttosto contro Benedetto Croce che contro Buozzi (un sindacalista) e contro Modigliani (un socialista)".
A questa dichiarazione la rivista crociana ribatte con energia: 

### Nuova rubrica
Nel frattempo la prima fase dell'ideologia fascista, quella della rottura con il passato stava passando ad una seconda fase, meno squadrista e più disponibile culturalmente.
Adeguandosi pertanto a questa fase di trapasso, "La Critica" inaugura, all'interno della sezione "Varietà", una rubrica intitolata "Documenti della presente vita italiana", per raccogliere tutti i documenti e le testimonianze della cultura italiana in rapporto alla vita politica.
La rubrica non dura più di un anno perché il regime renderà la vita difficile ai suoi avversari.

### Gli anni del regime
Dopo il 1925 mentre si afferma l'ideale attualistica con la vittoria politico-culturale di Gentile, che si discosta sempre di più dallo storicismo crociano, "La Critica" ritorna al suo severo e libero programma di studi e nel fascicolo del 20 gennaio 1926 avverte che offrirà soprattutto "saggi di storia costruiti con criteri filosofici e insieme narrata con concretezza e ricchezza di particolari".
Intorno a Croce durante gli anni del regime si forma il vuoto. Nel 1923 era cessata la collaborazione di Gentile e sulle pagine de "La  Critica" rimangono pochi nomi (Adolfo Omodeo, Guido De Ruggiero, Francesco Flora).
Sulla rivista appaiono monografie particolari che illustrano "la storia civile, letteraria e culturale d'Italia" e approfondiscono le condizioni della filosofia negli ultimi anni.

## La quarta serie
Ecco quanto lo stesso Croce scriverà (vedi tabella a fianco) a consuntivo del lavoro svolto dalla rivista nel Proemio alla "Critica" nel suo XLII anno (20 marzo 1944), a chiusura dell'ultima annata:
La Critica, attinge col 1944 il suo quarantaduesimo anno. Grande spazio di tempo al quale ripenso non senza meraviglia e con un tacito atto di ringraziamento verso la buona sorte, che mi ha concesso di lavorare senza intermissioni per quarantadue anni ad  un'opera alla quale mi accinsi nella piena virilità, a trentasei anni; ma che altresì con qualche meraviglia sarà forse riguardata nell'aneddotica delle pubblicazioni periodiche, perché una rivista, configurata da un solo sistema di concetti e scritta, se non esclusivamente in massima parte da un solo uomo, la quale duri tanto tempo, non ha, per quel che io ricordi, alcun riscontro. Rimangono bensì memorande alcune riviste programmatiche, di filosofia, di storia, di letteratura, dovute a una persona sola o ad un piccolo gruppo stretto da comuni convincimenti e propositi (come in Italia  la Frusta letteraria, il Caffè, il Conciliatore, e in Germania Kritisches Journal für Philosophie di Hegel e Schelling) ma esse tutte consumarono con vorace fiammata, in un anno o poco oltre, la loro vita o, se mai la proseguirono più a lungo, serbarono il primo titolo ma non già il primitivo carattere".
Dal 1939 al 1944 la rivista affronta in modo approfondito tutta la storia della moderna letteratura italiana e della poesia di tutti i tempi, i personaggi e i movimenti storici e non manca di trattare i  problemi di estetica e di metodologia storica.
Nel 1944 con il volume XLII, la rivista chiude la sua puntuale serie bimestrale continuata ancora fino al 1951 con i "Quaderni della Critica".

## Limiti e importanza della rivista crociana
I limiti della rivista sono gli stessi attribuiti al pensiero e al metodo crociano che rimane ancorato su giudizi di valore, come poesia e non poesia, che, soprattutto alla cultura degli anni Cinquanta e Sessanta, dominata da una mentalità completamente diversa, suonano soggettivi ed arbitrari.
Rimane altresì indiscussa l'importanza civile ed umana della rivista, esempio raro di antifascismo intellettuale, con il suo tenace lavoro di ricerca letteraria e storica e il suo combattivo inserimento nella vita italiana.